# Roland AX-Synth
Roland AX-Synth (рус. Ро́ланд Эй-Экс Синс) — наплечный синтезатор (кейтар), разработанный компанией Roland и выпущенный в августе 2009 года. Является модернизированным вариантом контроллера Roland AX-7, который лёг в основу архитектуры будущего синтезатора. Основным отличием от предшественника является наличие у AX-Synth собственного звукового генератора.

## Возможности
Благодаря наличию  датчика высоты тона, наподобие того, как это сделано в терменвоксе, инструментн позволяет играет длинные соло партии.

## Характеристики
| Тип инструмента | синтезатор |
| Обучение        | нет        |

| Количество клавиш                          | 49             |
| Жесткость клавиатуры                       | полувзвешенная |
| Размер клавиш                              | полноразмерные |
| Чувствительность клавиатуры к касанию      | есть           |
| Чувствительность клавиатуры к послекасанию | есть           |

| Педали                           | подключаемые |
| Контроллер изменения высоты тона | есть         |
| Контроллер модуляции             | есть         |

| Корпус                          | компактный     |
| Встроенная акустическая система | нет            |
| Дисплей                         | есть           |
| Размеры (ШxВхГ)                 | 1142x87x266 мм |
| Вес                             | 3,9 кг         |

| Количество тембров | 264  |
| Полифония          | 128  |
| Арпеджиатор        | есть |
| Реверберация       | есть |
| Запись песен       | нет  |

| Количество выходов на наушники | 1            |
| Количество линейных выходов    | 1            |
| Линейный вход                  | есть         |
| Разъемы MIDI                   | вход и выход |
| Интерфейс USB type B           | есть         |

| Питание от батареек или аккумулятора | есть |